# Jacek Dworakowski
Jacek Dworakowski (ur. 12 stycznia 1950 w Łodzi) – polski wojskowy, fotograf, publicysta i twórca filmów dokumentalnych; major rezerwy, publicysta związany z Gdynią.

## Życiorys
Ukończył studia na Uniwersytecie im. Adama Mickiewicza w Poznaniu. W 1976 przeprowadził się do Gdyni, gdzie rozpoczął służbę w Siłach Zbrojnych PRL, w 4. Gdyńskiej Brygadzie Rakietowej Obrony Powietrznej. W Wojsku Polskim zawodową służbę wojskową pełnił w 4. BR OP do roku 2001, gdzie osiągnął stopień majora, oraz w latach 2002–2004 w 65 Dywizjonie Rakietowym Obrony Powietrznej.
Redaktor naczelny (2004–2015) „Rocznika Gdyńskiego”. Od 2011 jest wiceprezesem Towarzystwa Miłośników Gdyni, twórcą filmów dokumentalnych dotyczących m.in. Gdyni i wybrzeża wielokrotnie wyróżnianych na polskich festiwalach, oraz uczestniczących m.in. w Światowym Festiwalu Filmowym UNICA w Austrii (1998) i festiwalu „Ein Fenster zum Osten” w Berlinie (1998, 2015). Członek Federacji Niezależnych Twórców Filmowych oraz Amatorskiego Klubu Filmowego „Grom” Gdynia.
Jest autorem książki Kształt pamięci. Gdyńskie cmentarze. Jego fotografie były wystawiane na kilku wystawach fotograficznych, w tym m.in. „Gdyńskie nekropolie” w Muzeum Miasta Gdyni (2004) oraz „Zatrzymani w Kadrze” prezentowane na XXII Festiwalu Polskich Filmów Fabularnych w Gdyni (1997).
W 1992 był członkiem zespołu wykonawczego powołanego przez dowódcę Garnizonu Gdynia, działającego na rzecz odtworzenia cmentarza Marynarki Wojennej RP na Oksywiu. Był inicjatorem otworzenia na frontonie gmachu Komendy Portu Wojennego na Oksywiu fragmentu dekretu marszałka Józefa Piłsudskiego powołującego do życia marynarkę polską.

## Filmografia
- „Bileter”[4][8],
- „90 lat polskiego oręża na morzu”[10],
- „Katyń. Żyli wśród gdynian” (2015),
- „Komenda Portu Wojennego Gdynia – 90 lat”[8],
- „Kościelny od św. Idziego”,
- „Kurkowa 12"[4],
- „Oksywska Flotylla”[8],
- „Oksywska Nekropolia”,
- „Płot[3]”,
- „Szukając żubrów”[11]
- „Wacław Szczeblewski – artysta z Pomorza”[10],
- „Wspomnienia Komandora”[3],
- „Z woja marsz”[4],
- „Zaślubiny”[3],
- „Zima”[4][8],

## Publikacje
- Kształt Pamięci, Oficyna Verbi Causa, 2004, ISBN 978-83-918526-8-2
- Gdynia. Przewodnik po mieście. Trasy: samochodowa, piesza, morska – wraz z Małgorzatą Sokołowską[8]
- Encyklopedia Gdyni t.1, pod red. Małgorzaty Sokołowskiej, Oficyna Verbi Causa, 2006, ISBN 978-83-921571-8-2.
- Pocztówki z wybrzeża, czyli historia na kartkach zapisana, Oficyna Verbi Causa, 2013, ISBN 978-83-60494-52-3.
- Gdynia cię oczekuje morze cię wita, Oficyna Verbi Causa, 2016, ISBN 978-83-60494-67-7 – wraz z Małgorzatą Sokołowską

## Wyróżnienia
- Nominacja do Nagrody Artystycznej Prezydenta Miasta Gdyni „Galion Gdyński” (2005)[8],
- Srebrny Krzyż Zasługi (1999) za wzorowe, wyjątkowo sumienne wykonywanie obowiązków wynikających z pracy zawodowej[7],
- Odznaka honorowa „Zasłużony dla Kultury Polskiej” (2014)[8],
- „Galion Gdyński” (2015) – Nagroda Artystyczna Prezydenta Gdyni za całokształt twórczości[8].

### Nagrody za filmy
- I miejsce w Ogólnopolskim Konkursie Filmów Amatorskich (Konin 1998) za film „Płot”,
- I miejsce w Przeglądzie Amatorskiej Twórczości Filmowej (Kołobrzeg 1999) za film „Płot”,
- I miejsce na Ogólnopolskim Festiwalu Filmów Nieprofesjonalnych (Bieruń 2001) za film „Kościelny od św. Idziego”,
- Wyróżnienie na Krakowskim Festiwalu Filmowym KRAKFFA (Kraków 2001) za film „Kościelny od św. Idziego”,
- III miejsce na XVII Międzynarodowym Katolickim Festiwalu Filmów i Multimediów (Niepokalanów 2002) za film „Kościelny od św. Idziego”[4],
- I miejsce na XV Ogólnopolskim Przeglądzie Filmów Amatorskich Wojska Polskiego (Gdynia 2002) za film „Z woja marsz”[9]
- Nagroda specjalna w Ogólnopolskim Przeglądzie Filmów Amatorskich Wojska Polskiego (Gdynia 2005) za film „Bileter”,
- Nagroda specjalna na Międzynarodowym Festiwalu Filmów Nieprofesjonalnych „Kochać człowieka” (Oświęcim 2006)[4],
- drugie miejsce na XVII Międzynarodowym Festiwalu Filmów Niezależnych (Kędzierzyn-Koźle 2010),
- Grand Prix na Ogólnopolskim Przeglądzie Filmów Wojska Polskiego (Rzeszów 2010),
- I miejsce na X Ogólnopolskim Konkursie Filmowym (Bieruń 2011),
- II miejsce na 57. Ogólnopolskim Konkursie Filmów Niezależnych im. Prof. Henryka Kluby (Konin 2011)[11],
- Nagroda Ministra Obrony Narodowej (2012) za film „Wacław Szczeblewski – artysta z Pomorza”[10][6].